# Armiti
Armiti (persiska: آرمیتی), stavas även Armity, är ett persiskt kvinnonamn som betyder kärlek, hängivenhet eller omtänksamhet. Namnet härstammar från det avestiska språkets Armaiti.[källa behövs]
I Zarathustras Sånger är Armiti en ande som förknippas med den ödmjuka men givmilda jorden. 